# Abrus precatorius

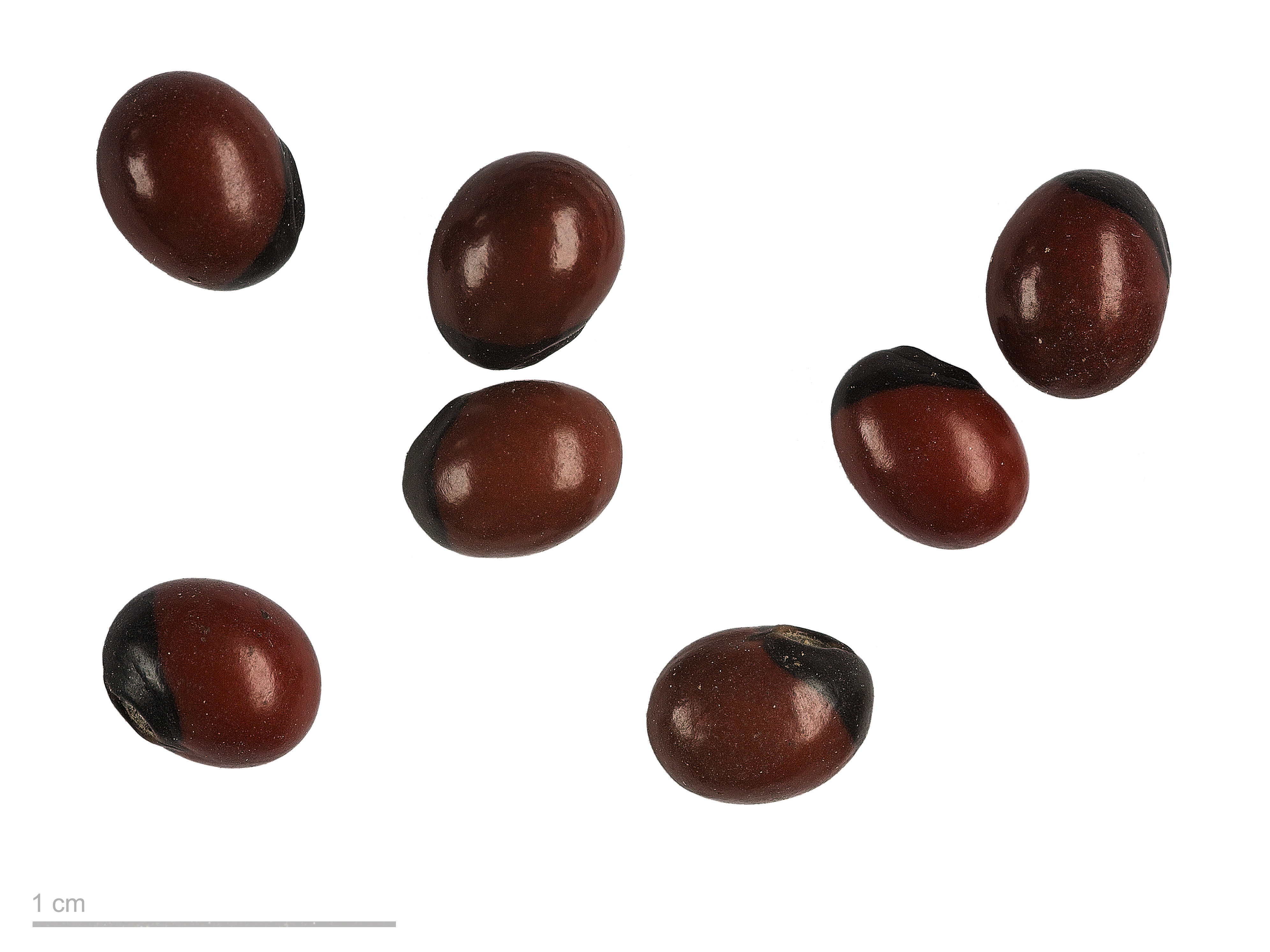
Abrus precatorius - MHNT

Abrus precatorius, (L.), de nome comum ervilha-do-rosário, é uma espécie do género botânico Abrus pertencente à família Fabaceae.
Esta planta pode atingir os 60 cm de altura com folhas globulares que podem atingir os 5 a 10 cm de comprimento.
As flores são papolíacias de cor violeta, juntas em cachos, de onde depois nascem as vagens coloridas e brilhantes que contêm entre três a cinco frutos.
Planta de climas trópicos e de baixas altitudes, e habita junto aos troncos das árvores, e tem as suas principais populações na Índia, Ilhas Filipinas, Tailândia, e África tropical.

## Toxicologia
Esta é uma planta considerada como venenosa, mas também usada para efeitos medicinais, contem na sua constituição ácido ábrico, que ataca o sistema digestório, provocando gastroenterites severas, os extratos e infusões desta planta uma vez em contato com os olhos provoca lesões graves.